# داشبلاغ عليا
داشبلاغ عليا (بالفارسية: داشبلاغ علیا) هي منطقة سكنية تقع في قسم تشاراويماق الجنوبي الغربي الريفي في إيران. يقدر عدد سكانها بـ 66 نسمة .